# Olancho Fútbol Club
El Olancho Fútbol Club, conocido también como Potros de Olancho, es un club de fútbol hondureño, con sede en el municipio de Juticalpa, Olancho. Fue fundado el 18 de enero de 2016 y participa en la Liga Nacional de Honduras.

## Historia

### Fundación
El 18 de enero de 2016 se anunció el cambio de sede del Club Deportivo Alianza Becerra, desde San Francisco de Becerra hacia Juticalpa, luego de que el empresario Samuel García Salgado, antiguo presidente del Juticalpa Fútbol Club, adquiriera la franquicia por un monto cercano a US$ 10.000, al igual que una inversión inicial superior a los US$ 100.000, dándole paso a la creación del Olancho Fútbol Club. Aunque los nuevos dueños se encontraron con un equipo al borde de descender a la tercera división, se plantearon reforzar al plantel con jugadores como Cristopher Urmeneta, Enil García y Bani Lozano, al igual que el colombiano Jhovany Mina y el uruguayo Carlos Ramírez. En la dirección técnica se designó a Róger Arturo Espinoza, entrenador que un año atrás, con el Juticalpa, había logrado el ascenso a la primera división.

### Primer título en Segunda
El Olancho Fútbol Club, que durante el Clausura 2016 de la segunda división conservó el nombre del Alianza, dándose a conocer como los Potros del Alianza, finalizó en la primera posición de su grupo, con 16 unidades. De esa forma, clasificó a los cuartos de final, instancia en la que enfrentó al Tela Fútbol Club. En el primer partido, diputado el 7 de mayo de 2016 en el Estadio León Gómez, salieron victoriosos por la mínima. La vuelta, jugada el 14 de mayo de 2016 en el Estadio Ramón Sarmiento, finalizó con un sufrido empate 3-3 (global 4-3). La semifinal los enfrentó al Club Deportivo Social Sol, club que en su condición de campeón del Apertura 2015 buscaba garantizarse su puesto en una segunda final. En el duelo de ida, jugado el 21 de mayo de 2016 en el Estadio San Jorge, los Comejamos lograron una victoria 2-1. Sin embargo, en la vuelta, desarrollada en el Estadio Ramón Sarmiento el 29 de mayo de 2016, el Olancho consiguió imponerse 3-2, gracias a una anotación de Carlos Ramírez en el complemento, misma que envió la serie a los tiempos extra y posteriormente a los tiros desde el punto penal, en donde el cuadro de las pampas olanchanas consiguió imponerse 4-2 y meterse en su primera final de la división de plata. En esa instancia lo esperó el Club Deportivo Parrillas One, que venía de deshacerse del Lepaera Fútbol Club en el otro cruce de semifinal. La final, por determinación de la Liga, se jugó a partido único en el Estadio Carlos Miranda el 4 de junio de 2016. El resultado fue un favorable 2-1, con anotaciones de Francisco López y Jhovany Mina, al 65 y al 77, que otorgó al novel conjunto olanchano su primer título en la Liga de Ascenso y, asimismo, la oportunidad de medirse al Social Sol en una final de ascenso.
El partido de promoción se desarrolló el 12 de junio de 2016 en el Estadio Olímpico Metropolitano y, con otro gol de Mina, se empató 1-1. Sin embargo, tras unos disputados tiempos extra, la ronda de penales se perdió por 6-7 y, así, el Olancho se quedó sin ninguna chance de ascender a la primera división.

### Debut en Copa
Su debut en la Copa de Honduras se produjo durante la primera fase de la edición 2017. El Olancho Fútbol Club enfrentó el 21 de enero de 2017, en condición de visitante, al Atlético Brisas. El resultado fue un 1-0 que le permitió avanzar a la siguiente fase, donde tras un empate 1-1 el 22 de febrero de 2017 se impuso 4-2 en la tanda de los penales al Atlético Independiente en el Estadio Roberto Martínez Ávila. Los dirigidos por Róger Espinoza se midieron en la siguiente fase, la de octavos de final, al Club Deportivo y Social Vida, y, aunque el duelo disputado el 22 de marzo de 2017 fue parejo, resultando en paridad 1-1, fueron los ceibeños quienes resultaron victoriosos 7-8 en la tanda de penales.

### Segundo título en Segunda
En el Clausura 2019 de la segunda división, el Olancho Fútbol Club finalizó en la segunda posición del Grupo D y clasificó a los play-offs de liguilla, instancia en la que superó con global 5-2 al Brasilia de Río Lindo, con resultados 1-1 como visitante y 4-1 como local. Posteriormente, en los cuartos de final, se midió al Club Deportivo Real Sociedad, equipo que venía de campeonizar en el Apertura 2018. Sin embargo, los Potros se mostraron superiores y, gracias a un apretadísimo 3-2 en el global, y lograron batir a los tocoeños. Así, en la semifinal, la cita sería contra el otro club de Tocoa, el Boca Juniors. En el juego de ida, realizado el 18 de mayo de 2019, el resultado fue un empate; pero en la vuelta, disputada el 26 de mayo de 2019, el conjunto olanchano consiguió imponerse a domicilio 2-0 y meterse a la final del torneo, en la que enfrentó y superó en penales al Santos de Siguatepeque. 
En la final de ascenso, el último escalón, el Olancho se midió ante el campeón del Apertura, el Real Sociedad. Aunque en el compromiso de ida, celebrado el 16 de junio de 2019 en Tocoa, los Potros ganaron 1-0; en la vuelta, disputada en Juticalpa el 23 de junio de 2019, los jugadores comandados por Nerlin Membreño no hicieron valer la localía y cayeron por el mismo resultado. El empate en el global llevó la serie hasta los penales, en donde el Olancho sucumbió 3-4 ante los Aceiteros.

### Bicampeonato y ascenso a Primera
El Olancho Fútbol Club enfrentó al Real Juventud en los cuartos de final del Apertura 2021 de la segunda división. En el juego de ida, disputado el 14 de noviembre de 2021 en el Estadio Ramón Sarmiento, se impuso por 3-2; y aunque perdió 1-2 la vuelta, celebrada el 19 de noviembre de 2021 en el Estadio Argelio Sabillón, un global 4-3 le permitió avanzar a las semifinales. Allí se midió al Génesis Huracán, contra el que cayó 1-3 el 24 de noviembre de 2021 en la ida; pero al que en la vuelta, el 4 de diciembre de 2021, goleó 4-0. Con un global 5-3, a los Potros les tocó enfrentarse en la final a su acérrimo rival, el Juticalpa Fútbol Club. La ida, que se jugó el 11 de diciembre de 2021, finalizó con empate 0-0, y la vuelta, el 17 de diciembre de 2021 con una victoria 1-0 por la mínima, que otorgó medio boleto a Primera al Olancho. 
El 4 de junio de 2022, los Potros lograron el ascenso a la máxima categoría del fútbol hondureño luego de que le ganaron 3-0 la final de vuelta del Clausura 2022 al Lone Fútbol Club, equipo que había ganado 2-1 el partido de ida, y consiguieron además su primer bicampeonato en la categoría de plata. Un doblete de Erlin Gutiérrez, al 90+6 y al 111, más otro tanto de Carlos Castellanos, al 106, pusieron a celebrar a unos 21 mil espectadores que se presentaron ese día al Estadio Juan Ramón Brevé Vargas.

### Debut en Primera División
En su primer partido en Primera División empata con el Victoria por 1-1 en el Estadio Juan Ramón Brevé Vargas.
El primer gol del Olancho en Primera división fue obra de Cristian Cálix.

## Estadio
El Estadio Juan Ramón Brevé Vargas, ubicado en Juticalpa, Olancho y con capacidad para albergar 20 mil espectadores, es la casa del Olancho Fútbol Club. El recinto se fundó el 12 de julio de 2015 y albergó, en años previos, partidos del Juticalpa Fútbol Club en la Primera División. Previamente, los Potros ejercían localía en el Estadio Ramón Daniel Sarmiento, que también se localiza en Juticalpa.

### Instalaciones
- 10 rampas de acceso.
- Iluminación.
- Baños.
- Dos camerinos.
- Un camerino de arbitraje.
- Un área de gradería techada.
- 26 palcos.
- Palcos de transmisión radial y televisiva.
- Estacionamiento para 400 vehículos.

## Uniforme
- Uniforme local: Camisa verde con detalles azules y negros, pantalón negro y medias negras.
- Uniforme visitante: Camisa azul con raya horizontal negra, pantalón azul y medias azules.

### Indumentaria y patrocinador
| Período   | Proveedor       |
| --------- | --------------- |
| 2016-2022 | Kaiser          |
| 2022-2023 | Gocas Sport     |
| 2023-     | Maca Sportswear |

| Período   | Patrocinador       |
| --------- | ------------------ |
| 2016-2022 | Ecomuni            |
| 2022-2023 | Betcris            |
| 2023-     | Banco de Occidente |

## Datos del club
- Nombre: Olancho Fútbol Club.
- Año de fundación: 2016.
- Temporadas en 1.ª: 3 (Ap.2022-23,Cl.2022-23,Ap.2023-24)
- Temporadas en 2.ª: 7 (2015-16, 2016-17, 2017-18, 2018-19, 2019-20, 2020-21, 2021-22)
- Mayor goleada recibida:
  - En campeonatos nacionales de 1.ª: 4-0 ante Marathón (19 de noviembre de 2022).
  - En campeonatos nacionales de 2.ª: 1-4 ante Victoria (15 de mayo de 2021).
- Mayor goleada conseguida:
  - En campeonatos nacionales de 1.ª: 7-0  ante Real Sociedad (19 de octubre de 2022).
  - En campeonatos nacionales de 2.ª: 11-0 ante Las Delicias (16 de octubre de 2019).
- Títulos en 2.ª: 4

## Jugadores

### Plantilla 2025
- Los equipos hondureños están limitados a tener en la plantilla un máximo de cinco jugadores extranjeros.

### Altas Apertura 2025
| Altas              |               |                     |               |
| Jugador            | Posición      | Destino             | Tipo          |
| Gerson Argueta     | Portero       | C. D. Génesis       | Traspaso      |
| Diego Rodríguez    | Defensa       | C. D. Victoria      | Traspaso      |
| Yeer Gutiérrez     | Defensa       | C. D. Marathón      | Traspaso      |
| Deyron Martínez    | Mediocampista | C. D. Real Sociedad | Traspaso      |
| Cristian Cálix     | Mediocampista | C. D. Victoria      | Traspaso      |
| Ángel Domínguez    | Mediocampista | C. D. Real Sociedad | Fin de cesión |
| Carlos Small       | Delantero     | C. A. Independiente | Cesión        |
| Rodrigo De Olivera | Delantero     | Juticalpa F. C.     | Traspaso      |
| Yeison Mejía       | Delantero     | F. C. Motagua       | Traspaso      |

### Bajas Apertura 2025
| Bajas                |               |                      |                 |
| Jugador              | Posición      | Destino              | Tipo            |
| Samuel Baptista      | Portero       | Meluca F. C.         | Traspaso        |
| Elison Rivas         | Defensa       | C. D. Olimpia        | Traspaso        |
| Danilo Palacios      | Defensa       | Real C. D. España    | Traspaso        |
| Julián Martínez      | Mediocampista | C. D. Pirata         | Traspaso        |
| Reinieri Mayorquín   | Mediocampista | C. D. Estrella Roja  | Traspaso        |
| Christian Altamirano | Mediocampista | Juticalpa F. C.      | Traspaso        |
| Eddie Hernández      | Delantero     | C. S. y D. Municipal | Traspaso        |
| Segundo Granja       | Delantero     | C. D. Victoria       | Traspaso        |
| Paulinho             | Delantero     | Bandera de ?         | Fin de contrato |

## Entrenadores
| Entrenador        | Período   |
| ----------------- | --------- |
| Róger Espinoza    | 2016–2017 |
| Carlos Martínez   | 2017      |
| Wilson Molina     | 2018      |
| Wilson Vallecillo | 2018      |
| Nerlin Membreño   | 2019–2020 |
| Róger Espinoza    | 2020–2021 |
| Humberto Rivera   | 2021–2023 |
| Wilson Molina     | 2023      |
| Mauro De Giobbi   | 2023      |
| Humberto Rivera   | 2024      |
| Ramón Maradiaga   | 2024–Act. |

## Palmarés

### Torneos nacionales
| Competición nacional              | Títulos                                                    | Subcampeonatos   |
| --------------------------------- | ---------------------------------------------------------- | ---------------- |
| Liga Nacional de Honduras (0/1)   |                                                            | Clausura 2023    |
| Liga de Ascenso de Honduras (4/0) | Clausura 2016, Clausura 2019, Apertura 2021, Clausura 2022 |                  |
| Campeón de Ascenso (1/2)          | 2021-22                                                    | 2015-16, 2018-19 |